# Yury Sapega
Yury Nikolayevich Sapega (em bielorrusso:  Юрый Мікалаевіч Сапега; Hrodna, 1 de janeiro de 1965 — Moscou, 29 de setembro de 2005) foi um jogador de voleibol da Bielorrússia que competiu pela União Soviética nos Jogos Olímpicos de 1988.
Em 1988, ele fez parte do time soviético que conquistou a medalha de prata no torneio olímpico, no qual atuou em quatro partidas.